# Kedungrejo (Pakis)
Kedungrejo is een bestuurslaag in het regentschap Malang van de provincie Oost-Java, Indonesië. Kedungrejo telt 5141 inwoners (volkstelling 2010).